# Geotagging (Fotografie)

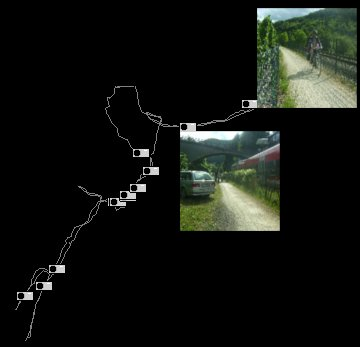
Track mit georeferenzierten Bildern

Unter Geotagging, auch Geocoding oder Geo-Imaging, versteht man bei fotografischen Aufnahmen die Zuordnung von geographischen Koordinaten. Als Punkte in einer elektronischen Karte lassen sich die so georeferenzierten Bilder anschließend leichter suchen und auswählen.

## Anwendung
Eingesetzt wird die Foto-Verortung in der Raumplanung und dem Tourismus, der Umweltplanung, dem Verkehr und dem Katastrophenschutz. Ein häufiges und gängiges Anwendungsbeispiel ist das zeitsparende Illustrieren eines in einem Stadtplan festgelegten Stadtrundganges mit Bildern von sehenswerten Baudenkmälern. Ein weiterer Schwerpunkt in der Verwendung von Geo-Imaging ist der Umweltschutz. Spezielle Biotopkarten lassen sich zeitsparend mit aktuellen Detailaufnahmen versehen. Werden nun derartige Karten über einen längeren Zeitraum erstellt, lassen sich Veränderungen im Biotop sehr einfach darstellen.

## Technik
Die geographischen Koordinaten des Aufnahmestandpunktes werden direkt beim Fotografieren mit einem GPS-Empfänger bestimmt oder später aus einer Karte abgegriffen. Mit spezieller Hardware werden sie direkt beim Fotografieren, ansonsten später am Rechner zu den Metadaten (Exif) der Bilder hinzugefügt.

### Verortung direkt bei Aufnahme

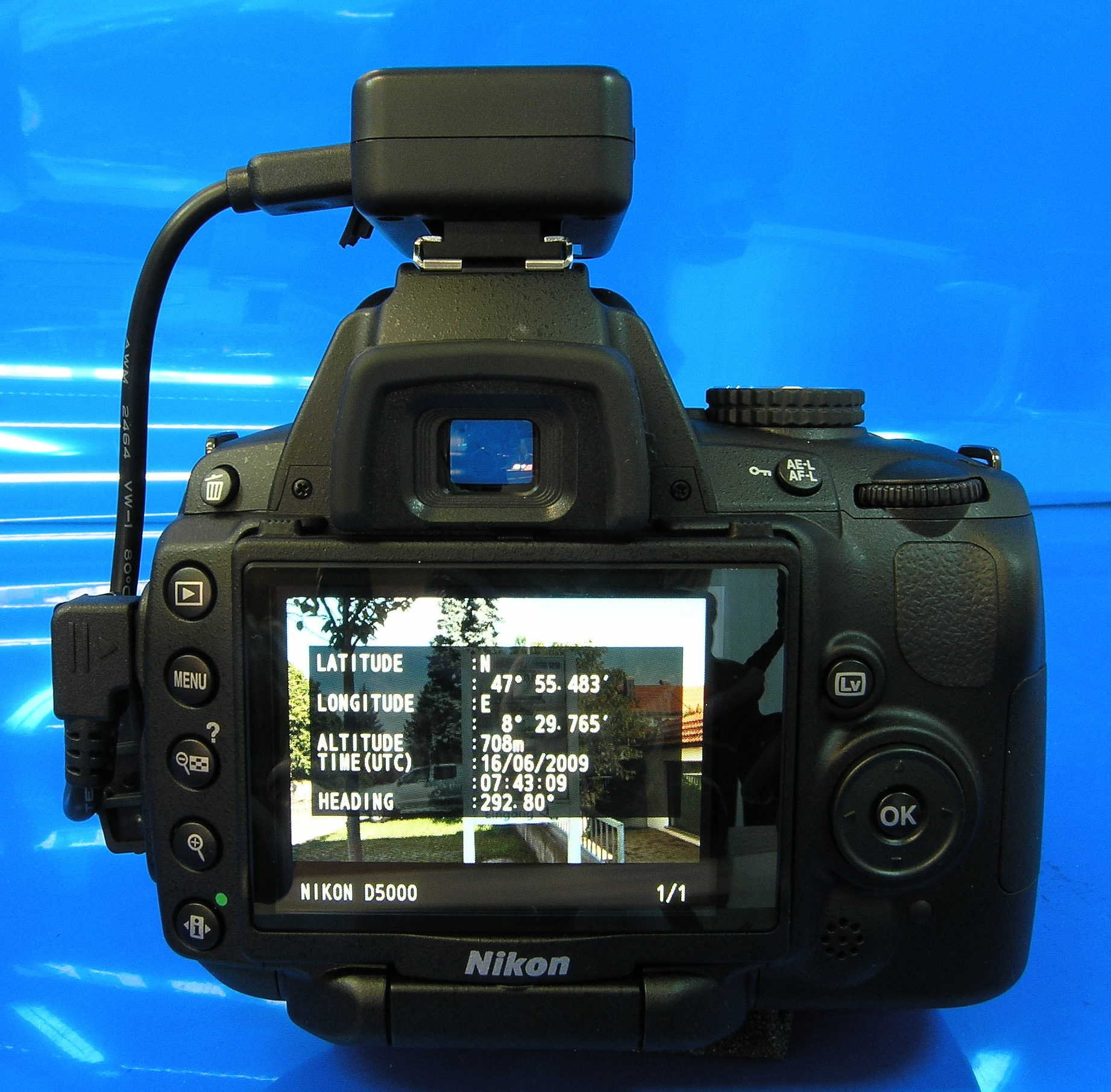
Foto-GPS mit Kompass auf GPS-fähiger Kamera

Vorteil der direkten Verortung ist der geringe Arbeitsaufwand durch den automatisierten Geo-Imaging-Prozess. Für das Speichern der Koordinaten direkt beim Fotografieren sind GPS-fähige Digitalkameras notwendig. Nikon führte 2001 mit der D1H und D1X die ersten Digitalkameras mit GPS-Schnittstelle ein. Zu unterscheiden sind Modelle, die ihre Standortinformation über extern angebundene GPS-Empfänger erfassen und solche mit integrierter GPS-Funktion. Zu letzterem gehören die Ricoh Caplio 500SE und die Nikon Coolpix P6000. Mittlerweile wird GPS selbst in kleine Reisekameras integriert, beispielsweise die Panasonic Lumix DMC-TZ10. Diverse PDAs oder Mobiltelefone, die über eine Kamera und GPS-Funktionalität verfügen, können nativ oder durch das Benutzen spezieller Software bzw. das Patchen der vorhandenen Software ebenfalls GPS-Werte in die Exif-Daten eintragen. Dies ist zum Beispiel bei den PDAs HTC P3300 (XDA Orbit, MDA Compact III), HTC P3600 (HTC Trinity, VPA Compact GPS) oder HTC TyTN II (MDA Vario III, VPA Compact V), den Apple-iPhones 3G und neuer, Nokia N96 und dem Nokia 5800 XpressMusic möglich.
Bei Montage eines speziellen Foto-GPS auf dem Blitzschuh kann bei integriertem elektronischen Kompass zusätzlich die Blickrichtung des Bildes festgehalten werden.

### Nachträgliche Verortung per GPS-Log

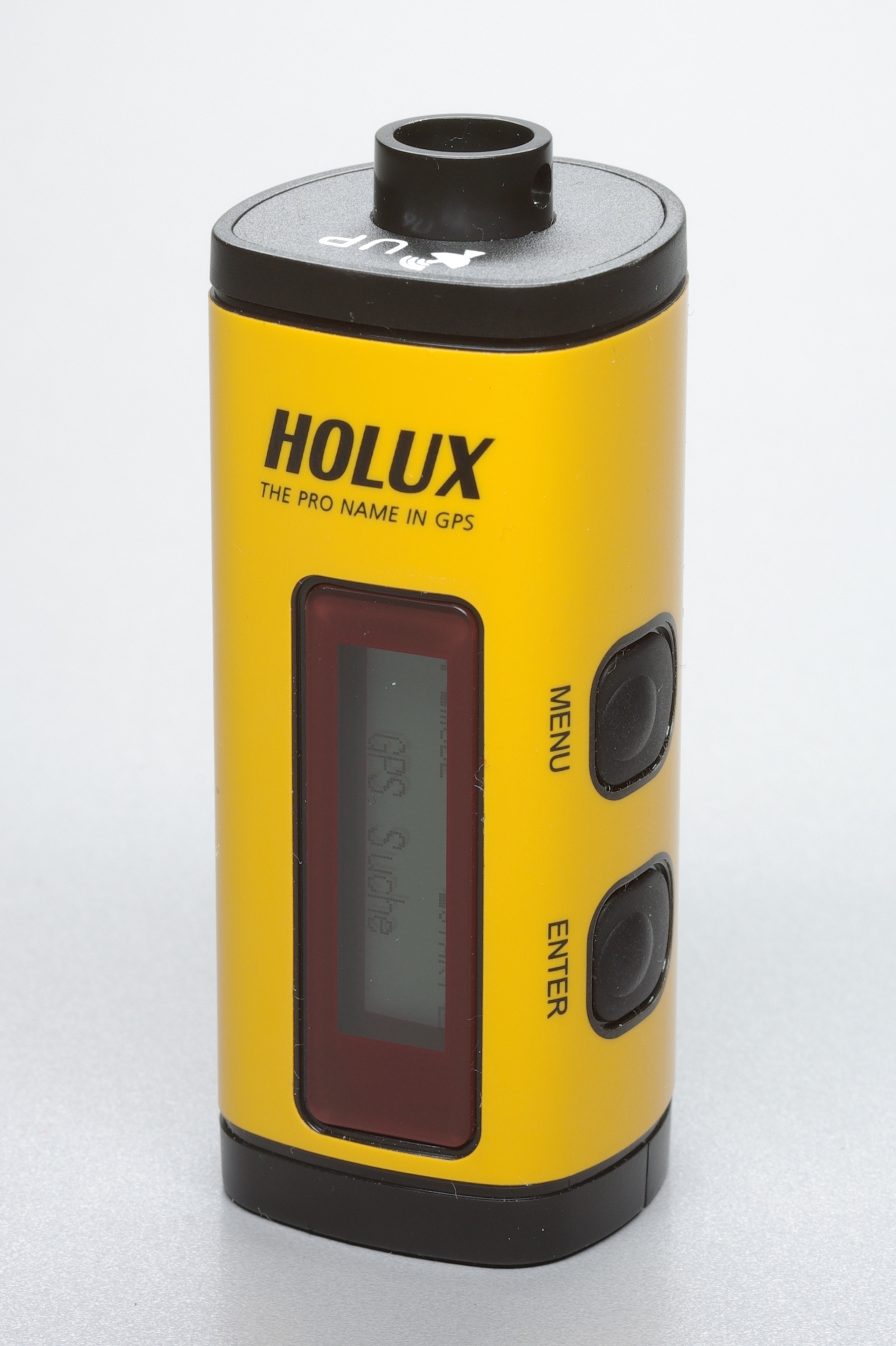
GPS-Datenlogger

Sollen die Koordinaten später hinzugefügt werden, ist es notwendig, GPS-Tracks während des Fotografierens aufzuzeichnen. Hierfür kann man Outdoor-GPS-Geräte mit Logfunktion der Route, GPS-PDAs mit Log-Programm oder spezielle GPS-Logger verwenden. Mittels Software lassen sich die Koordinaten aus dem Track dann über den Zeitstempel den Bildern zuordnen. Häufige Fehler ergeben sich durch einen mangelhaften Abgleich von Kamera-Uhrzeit und GPS-Zeitstempel. Deshalb sollte man vor Gebrauch die Uhrzeiten abgleichen oder (auch nachträglich) die Zeitanzeige des GPS-Gerätes oder einer Funkuhr fotografieren, um die Zeitdifferenz ausgleichen zu können.

### Nachträgliche Verortung per Karte
Mit diversen Programmen lässt sich auch nachträglich eine Verortung einzelner Bilder durchführen. Hierzu wird auf der Karte die gewünschte Position bestimmt und die Koordinaten zum Bild hinzugefügt. Einige Weblösungen wie locr bieten diese Funktion. Im Desktop-Bereich gibt es Lösungen von Digikam (Linux, MacOS, Windows) sowie das Freewareprogramm GeoSetter (siehe Weblinks).

### Darstellung der GPS-Fotos
Auf verschiedenen Webseiten lassen sich die geokodierten Bilder auf einer Karte anzeigen. Zu den Anbietern dieser Dienste gehören Flickr, locr, Picasa. Als Desktoplösung band bis Februar 2018 Google Earth zusätzlich Bilder des Webdienstes Panoramio ein. locr wertet neben der GPS-Information auch im Bild gespeicherte Kompass-Informationen aus und zeigt diese auf der Karte an.

### Geotagging zur Fotoverwaltung und Suche
Die Bildverwaltung Digikam ermöglicht mit dem Plugin „Map Search Tool“ das Filtern lokaler Bildbestände über eine Rechtecksauswahl auf einer elektronischen Landkarte.